# Cryptinglisia lounsburyi
Cryptinglisia lounsburyi är en insektsart som beskrevs av Cockerell 1900. Cryptinglisia lounsburyi ingår i släktet Cryptinglisia och familjen skålsköldlöss. Inga underarter finns listade i Catalogue of Life.